# Inner City
Inner City ist eine US-amerikanische Dance-Band, die dem Detroit Techno entstammt und Ende der 1980er-Jahre ihre größten Erfolge hatte.

## Geschichte
Inner City ist ein Projekt von Kevin Saunderson, einem der Begründer des Detroit Techno. Er hatte mit anderen ein Stück geschrieben, für das er noch eine Sängerin suchte. Paris Gray, mit richtigem Namen Shanna Jackson, hatte in der lokalen Szene mit Songs wie Don’t Make Me Jack schon einige Erfolge gehabt und übernahm den Gesang. Unter dem Namen Inner City featuring Kevin Saunderson nahmen sie 1988 den Song Big Fun auf. Er wurde auf der britischen Compilation Techno: The New Dance Sound of Detroit von einem Sublabel von Virgin Records veröffentlicht, der große Aufmerksamkeit erregte und in Europa den Begriff Detroit Techno prägte.
Dadurch gewann der Song schnell an Popularität, er erschien als Single und wurde auf Anhieb ein Nummer-eins-Hit in den US-Dance-Charts. In die offiziellen Billboard Hot 100 kamen sie nicht, dafür waren sie in Westeuropa umso erfolgreicher. In den britischen Charts erreichten sie die Top 10 und in Deutschland sogar die Top 5 der Single-Charts. Noch erfolgreicher war im selben Jahr die zweite Single Good Life, die es in die offiziellen US-Charts schaffte und in Deutschland auf Platz zwei kam. In England erreichte sie Platz vier und eine Silber-Auszeichnung aufgrund der Verkäufe.
Daraufhin produzierten sie als erste Vertreter des Detroit Techno ein ganzes Album, das im Frühjahr 1989 erschien. Das nach dem ersten Hit Big Fun benannte Album kam in die offiziellen US-Albumcharts und brachte mit Ain’t Nobody Better und Do You Love What You Feel zwei weitere Nummer-eins-Dancehits. In Europa erschien das Album unter dem Titel Paradise und war vor allem in Großbritannien ein großer Erfolg, wo es Platz 3 und Platinstatus erreichte. Auch die Remix-Version des Albums konnte sich noch einmal in den UK-Charts platzieren. Mit Whatcha Gonna Do with My Lovin’ folgte am Jahresende noch ein kleinerer Hit, der aber nicht so Dance-typisch war und ein zweiter Banderfolg in den US-Hot-100 und den R&B-Charts war.
Bereits im Jahr darauf folgte Album Nummer zwei mit dem Titel Fire. Während der Sound beim ersten Album noch eine Mischung aus Techno, House und Pop gewesen war, wollten die Verantwortlichen diesmal mehr in Richtung Soulpop gehen, mit dem Soul II Soul in den USA noch erfolgreicher waren als Inner City. Doch das Album floppte sowohl in USA als auch in Europa. Lediglich in Großbritannien kamen sie mit zwei Songs in die Charts, verfehlten aber die Top 40.
Für das dritte Album Praise ließen sie sich dann mehr Zeit. Es erschien 1992 und brachte der Band den fünften Nummer-eins-Hit in den US-Dancecharts mit dem Song Pennies from Heaven. Der Nachzügler Follow Your Heart schaffte es dort noch auf Platz zwei. In die Popcharts kamen sie aber nicht mehr. Auch im Ausland blieben die Charterfolge aus, mit Ausnahme von Großbritannien, wo sie neben dem Album noch vier Songs in die offiziellen Hitlisten brachten. Großbritannien blieb auch das einzige Land, in dem sie auch danach noch regelmäßig erfolgreich waren. Bis 1996 veröffentlichten sie weiter Singles, aber kein weiteres Album mehr. Danach lief das Projekt aus, zudem Saunderson mit The Reese Project, E-Dancer und anderen schon seit Beginn der 1990er auch andere Projekte und andere musikalische Ausrichtungen vorantrieb. Außerdem gab Sängerin Grey dem Familienleben den Vorzug, so dass es kaum noch Auftritte gab.
Nach 1996 gab es noch gelegentliche Veröffentlichungen unter dem Namen Inner City und Neuauflagen der beiden größten Hits Good Life und Big Fun, die noch Beachtung fanden, aber danach war die Zeit der Band vorbei. Es gab Versuche, das Projekt anlässlich des 25- bzw. 30-jährigen Jubiläums wiederzubeleben, daraus resultierten aber keine weiteren Erfolge.
Bei Liveauftritten waren Kevin White als Bassist und Tommy Munnell alias Tommy Onyx als Keyboarder Teil des Projekts.
Auch Kevins Ehefrau Ann Saunderson war an Produktion und Komposition beteiligt.
Am 17. Juli 2020 erschien nach 28 Jahren das vierte Studioalbum We All Move Together.

## Diskografie

### Studioalben
| Jahr | Titel                | Höchstplatzierung, Gesamtwochen, AuszeichnungChartplatzierungen (Jahr, Titel, Platzierungen, Wochen, Auszeichnungen, Anmerkungen) | Höchstplatzierung, Gesamtwochen, AuszeichnungChartplatzierungen (Jahr, Titel, Platzierungen, Wochen, Auszeichnungen, Anmerkungen) | Höchstplatzierung, Gesamtwochen, AuszeichnungChartplatzierungen (Jahr, Titel, Platzierungen, Wochen, Auszeichnungen, Anmerkungen) | Höchstplatzierung, Gesamtwochen, AuszeichnungChartplatzierungen (Jahr, Titel, Platzierungen, Wochen, Auszeichnungen, Anmerkungen) | Höchstplatzierung, Gesamtwochen, AuszeichnungChartplatzierungen (Jahr, Titel, Platzierungen, Wochen, Auszeichnungen, Anmerkungen) | Anmerkungen                                      |
| Jahr | Titel                | DE | AT | CH | UK | US | Anmerkungen                                      |
| ---- | -------------------- | --- | --- | --- | --- | --- | ------------------------------------------------ |
| 1989 | Paradise / Big Fun   | DE21 (12 Wo.)DE | — | CH18 (4 Wo.)CH | UK3 Platin · (30 Wo.)UK | US162 (4 Wo.)US | Erstveröffentlichung: Mai 1989 in US als Big Fun |
| 1990 | Fire                 | — | — | — | — | — | Erstveröffentlichung: 1990                       |
| 1992 | Praise               | — | — | — | UK52 (1 Wo.)UK | — | Erstveröffentlichung: Juni 1992                  |
| 2020 | We All Move Together | — | — | — | — | — | Erstveröffentlichung: 17. Juli 2020              |

### Remixalben
| Jahr | Titel            | Höchstplatzierung, Gesamtwochen, AuszeichnungChartplatzierungen (Jahr, Titel, Platzierungen, Wochen, Auszeichnungen, Anmerkungen) | Höchstplatzierung, Gesamtwochen, AuszeichnungChartplatzierungen (Jahr, Titel, Platzierungen, Wochen, Auszeichnungen, Anmerkungen) | Höchstplatzierung, Gesamtwochen, AuszeichnungChartplatzierungen (Jahr, Titel, Platzierungen, Wochen, Auszeichnungen, Anmerkungen) | Höchstplatzierung, Gesamtwochen, AuszeichnungChartplatzierungen (Jahr, Titel, Platzierungen, Wochen, Auszeichnungen, Anmerkungen) | Höchstplatzierung, Gesamtwochen, AuszeichnungChartplatzierungen (Jahr, Titel, Platzierungen, Wochen, Auszeichnungen, Anmerkungen) | Anmerkungen                       |
| Jahr | Titel            | DE | AT | CH | UK | US | Anmerkungen                       |
| ---- | ---------------- | --- | --- | --- | --- | --- | --------------------------------- |
| 1990 | Paradise Remixed | — | — | — | UK17 (6 Wo.)UK | — | Erstveröffentlichung: Januar 1990 |
| 1993 | Testament ’93    | — | — | — | UK33 (2 Wo.)UK | — | Erstveröffentlichung: Mai 1993    |

### Kompilationen
- 2003: Good Life – The Best of Inner City
- 2012: Big Fun – Big Hits! The Collection

### Singles
| Jahr | Titel Album                                               | Höchstplatzierung, Gesamtwochen, AuszeichnungChartplatzierungen (Jahr, Titel, Album, Platzierungen, Wochen, Auszeichnungen, Anmerkungen) | Höchstplatzierung, Gesamtwochen, AuszeichnungChartplatzierungen (Jahr, Titel, Album, Platzierungen, Wochen, Auszeichnungen, Anmerkungen) | Höchstplatzierung, Gesamtwochen, AuszeichnungChartplatzierungen (Jahr, Titel, Album, Platzierungen, Wochen, Auszeichnungen, Anmerkungen) | Höchstplatzierung, Gesamtwochen, AuszeichnungChartplatzierungen (Jahr, Titel, Album, Platzierungen, Wochen, Auszeichnungen, Anmerkungen) | Höchstplatzierung, Gesamtwochen, AuszeichnungChartplatzierungen (Jahr, Titel, Album, Platzierungen, Wochen, Auszeichnungen, Anmerkungen) | Anmerkungen                                                                                                  |
| Jahr | Titel Album                                               | DE | AT | CH | UK | US | Anmerkungen                                                                                                  |
| ---- | --------------------------------------------------------- | --- | --- | --- | --- | --- | --- |
| 1988 | Big Fun Paradise                                          | DE5 (19 Wo.)DE | AT15 (12 Wo.)AT | CH4 (12 Wo.)CH | UK8 (14 Wo.)UK | — | Erstveröffentlichung: August 1988 Autoren: K. Saunderson, J. P. Pennington, A. L. Forest, S. V. Jackson      |
| 1988 | Good Life Paradise                                        | DE2 (17 Wo.)DE | AT12 (10 Wo.)AT | CH5 (9 Wo.)CH | UK4 Gold · (12 Wo.)UK | US73 (11 Wo.)US | Erstveröffentlichung: November 1988 Autoren: K. Saunderson, S. V. Jackson, R. D. Holman                      |
| 1989 | Ain’t Nobody Better Paradise                              | DE21 (17 Wo.)DE | — | CH9 (11 Wo.)CH | UK10 (7 Wo.)UK | — | Erstveröffentlichung: April 1989 Autoren: K. Saunderson, S. V. Jackson                                       |
| 1989 | Do You Love What You Feel Paradise                        | — | — | — | UK16 (7 Wo.)UK | — | Erstveröffentlichung: Juli 1989 Autoren: K. Saunderson, S. V. Jackson                                        |
| 1989 | Whatcha Gonna Do with My Lovin’ Big Fun                   | — | — | — | UK12 (9 Wo.)UK | US76 (6 Wo.)US | Erstveröffentlichung: November 1989 Autoren: J. Mtume, R. Lucas                                              |
| 1990 | That Man (He’s All Mine) Fire                             | — | — | — | UK42 (4 Wo.)UK | — | Erstveröffentlichung: Oktober 1990 Autoren: K. Saunderson, S. V. Jackson                                     |
| 1991 | Till We Meet Again Fire                                   | — | — | — | UK47 (4 Wo.)UK | — | Erstveröffentlichung: Februar 1991 Autoren: K. Saunderson, S. V. Jackson                                     |
| 1991 | Let It Reign Praise                                       | — | — | — | UK51 (2 Wo.)UK | — | Erstveröffentlichung: November 1991 Autoren: K. Saunderson, A. Saunderson, C. Peat, M. Archer, S. V. Jackson |
| 1992 | Hallelujah ’92 Praise                                     | — | — | — | UK22 (4 Wo.)UK | — | Erstveröffentlichung: März 1992 Autoren: K. Saunderson, D. McCoy, T. Munnell                                 |
| 1992 | Pennies from Heaven Praise                                | — | — | — | UK24 (4 Wo.)UK | — | Erstveröffentlichung: Juni 1992 Autoren: K. Saunderson, A. Saunderson, S. V. Jackson, V. Whitehead           |
| 1992 | Praise                                                    | — | — | — | UK59 (2 Wo.)UK | — | Erstveröffentlichung: September 1992 Autoren: K. Saunderson, A. Saunderson, S. V. Jackson, V. Whitehead      |
| 1993 | Back Together Again Big Fun – Big Hits! The Collection    | — | — | — | UK49 (1 Wo.)UK | — | Erstveröffentlichung: August 1993 Autoren: J. Mtume, R. Lucas                                                |
| 1994 | Do Ya Big Fun – Big Hits! The Collection                  | — | — | — | UK44 (2 Wo.)UK | — | Erstveröffentlichung: Januar 1994 Autoren: K. Saunderson, S. V. Jackson                                      |
| 1994 | Share My Life Big Fun – Big Hits! The Collection          | — | — | — | UK62 (2 Wo.)UK | — | Erstveröffentlichung: Juli 1994 Autoren: K. Saunderson, A. Saunderson, S. V. Jackson                         |
| 1995 | Ahnonghay Big Fun – Big Hits! The Collection              | — | — | — | UK97 (1 Wo.)UK | — | Erstveröffentlichung: Februar 1996 Autoren: K. Saunderson                                                    |
| 1996 | Your Love Big Fun – Big Hits! The Collection              | — | — | — | UK28 (2 Wo.)UK | — | Erstveröffentlichung: Februar 1996 Autoren: K. Saunderson, A. Saunderson, N. Howard, T. Howard               |
| 1996 | Do Me Right Big Fun – Big Hits! The Collection            | — | — | — | UK47 (2 Wo.)UK | — | Erstveröffentlichung: September 1996 Autoren: K. Saunderson, A. Saunderson, S. V. Jackson                    |
| 1999 | Good Life (Buena Vida) Big Fun – Big Hits! The Collection | — | — | — | UK10 (6 Wo.)UK | — | Erstveröffentlichung: Februar 1999 Autoren: K. Saunderson, A. Saunderson, S. V. Jackson, R. D. Holman        |
| 2001 | Good Love –                                               | — | — | — | UK81 (1 Wo.)UK | — | Erstveröffentlichung: Mai 2001 Autoren: K. Saunderson, A. Saunderson                                         |
| 2003 | Big Fun (Remix) –                                         | — | — | — | UK86 (1 Wo.)UK | — | Erstveröffentlichung: Oktober 2003                                                                           |